# جدول تک‌آهنگ‌های ایرلند

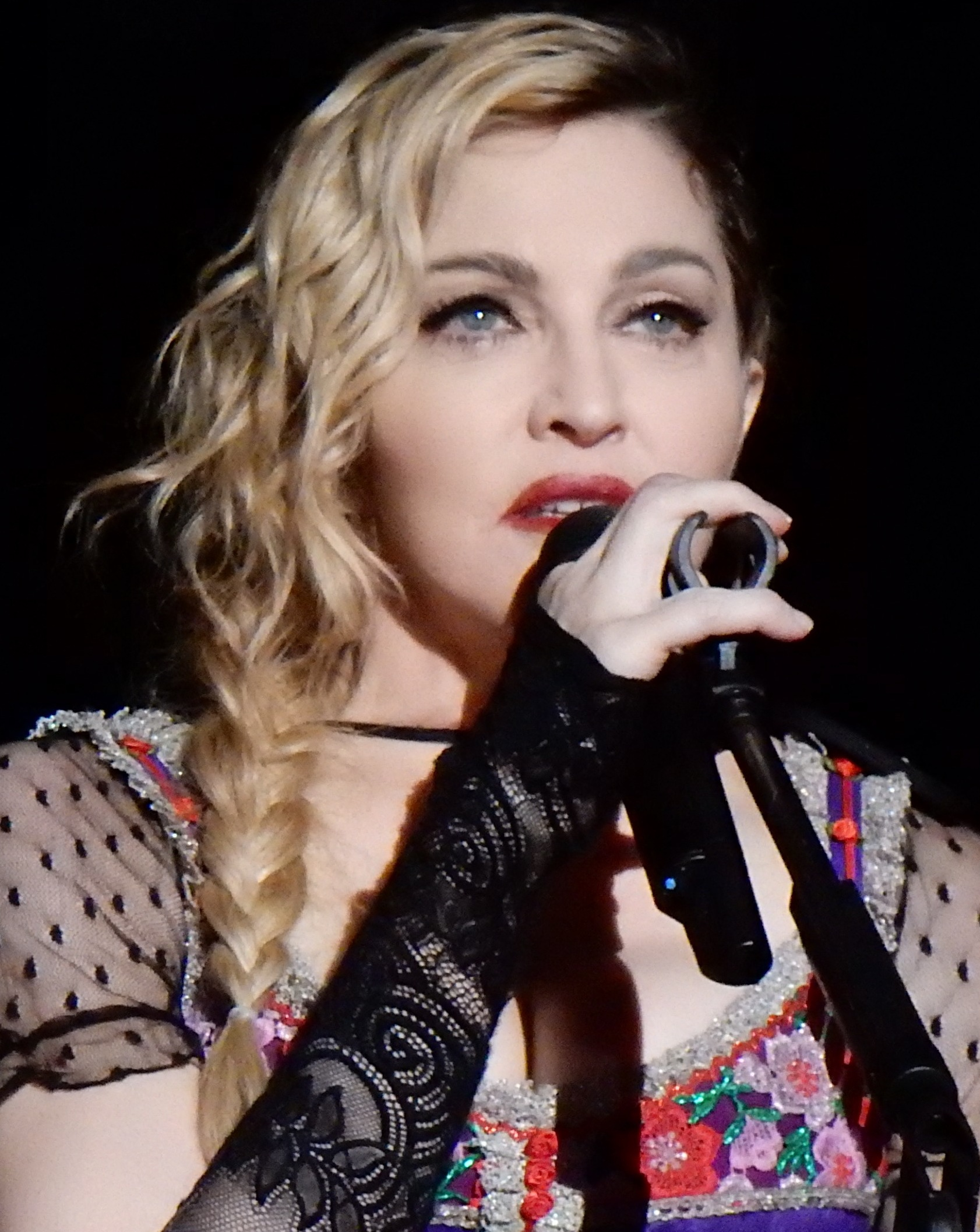
مدونا خواننده ي ايرلندي

جدول تک‌آهنگ‌های ایرلند (به انگلیسی: Irish Singles Chart)  جدول استاندارد تک‌آهنگ‌های صنعت موسیقی ایرلند است که به صورت هفتگی توسط انجمن صنعت ضبط ایرلند منتشر می‌شود.